# Notch-Signalweg

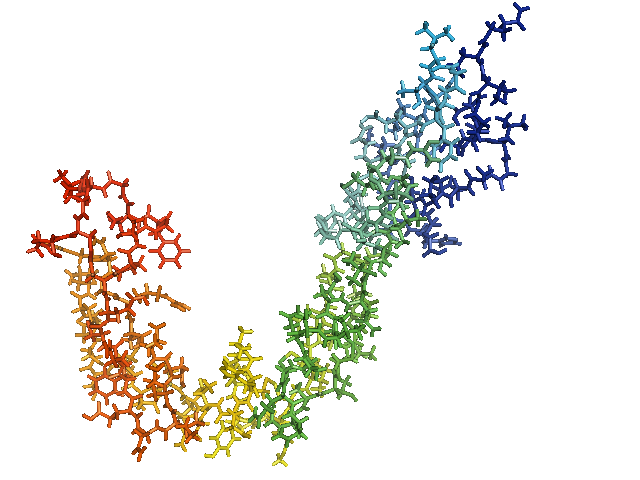
Struktur der ligandenbindenden Region des menschlichen NOTCH-1 Rezeptors

Der Notch-Signalweg ist ein weit verbreiteter und stark konservierter Signaltransduktionsweg, durch den Zellen auf äußere Signale reagieren können. Der Signalweg ist nach seinem Rezeptor „Notch“ benannt, welcher den membranständigen Liganden „Delta“ auf der Oberfläche einer anderen Zelle bindet. Notch ist ein Transmembranprotein mit nur einer Transmembrandomäne und einer großen extrazellulären Domäne.

## Funktionsweise
Der Notch-Signalweg basiert auf der Proteolyse und wird aktiviert durch die Bindung des Liganden Delta an den Rezeptor Notch (siehe enzym-gekoppelte Rezeptoren). Der Notch-Rezeptor wird dreimal proteolytisch geschnitten, das erste Mal im Golgi-Apparat und danach zwei weitere Male, nachdem Delta gebunden hat. Zuerst wird die extrazelluläre Domäne nahe der Plasmamembran abgespalten. Dann wird der cytoplasmatische Teil des membranständigen Notch-Rezeptors durch ein anderes Enzym (vermutlich Präsenilin-1) abgetrennt und kann nun frei in den Zellkern diffundieren, wo das Fragment in einem Komplex, zusammen mit anderen Regulatorproteinen, an das CSL-Protein – so benannt als Kombination von CBF-1 in Säugetieren, Suppressor of Hairless in der Fruchtfliege (Drosophila melanogaster) und Lag-1 im Fadenwurm (Caenorhabditis elegans) – bindet und so die Expression von Notch-Response-Genen reguliert.

## Vorkommen
Der Notch-Signalweg ist bei der Entwicklung der meisten Gewebe im tierischen Embryo beteiligt, besonders gut untersucht ist er in Nervenzellen. Delta-Notch-Interaktionen vermitteln laterale Inhibition, bei der jede Zelle Informationen der ihr umliegenden Zellen für ihr eigenes Schicksal berücksichtigt.
In anderen Zellen kann Notch auch zur Synchronisation von Entwicklungsvorgängen beitragen.

## Entdeckung

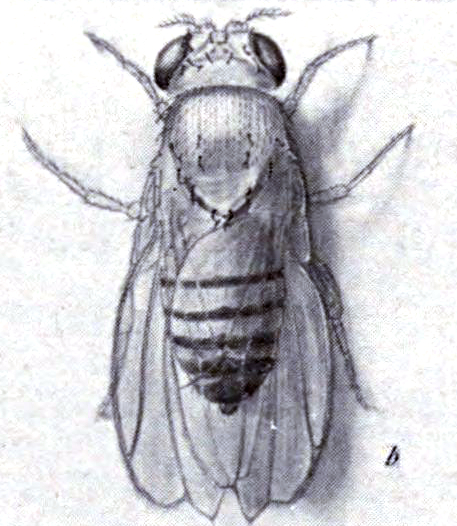
Die namensgebende Taufliege Drosophila melanogaster

Das Gen für den Notch-Rezeptor wurde 1916 von Thomas Hunt Morgan entdeckt, der eine Mutation bei der Taufliege Drosophila melanogaster beschrieb, die Kerben (englisch "notches") auf ihren Flügeln hatten.